# Царска вода
Царската вода е смес от 1 обемна част концентрирана азотна киселина (HNO3) и 3 (според някои учебни пособия 4) обемни части концентрирана солна киселина (HCl).

## Свойства
Тя действа върху металите по-агресивно, отколкото всяка от съставящите я киселини. Разтваря дори злато (Au) и платина (Pt):
Au + HNO3 + 4HCl → H[AuCl4] + NO + 2H2O
3Pt + 4HNO3 + 12 HCl → 3PtCl4 + 4NO + 8H2O
Поради това, че разтваря златото („царят на металите“), алхимиците я нарекли „царска вода“. Активността на царската вода се дължи на факта, че азотната киселина е силен окислител и окислява водорода в солната киселина, при което се отделя силно активен атомен хлор:
HNO3 + 3HCl → 2Cl + NOCl + 2H2O
Au + HNO3 + 3HCl → AuCl3 + NO + 2H2O

## Употреба
Днес тази смес се използва в бижутерията и лаборатории, благодарение на нейното свойство да разтвори злато. В следствие на много сложни процеси със златни сплави чрез нея може да се добие най-чистото (~99,999%) злато.
Също така се използва за почистване на лабораторни съдове и стъклария от органични компоненти.
Царската вода довежда до откритието на най-плътните метали иридий и осмий. И двата метала се срещат в сплави на платината, които сплави ако бъдат пуснати в царска вода водят до екзотермична реакция, в която платината се разтваря, а иридият и осмият падат на дъното, тъй като те са неразтворими в царска вода.